# Saccharissa latifurca
Saccharissa latifurca är en stekelart som beskrevs av Boucek 1988. Saccharissa latifurca ingår i släktet Saccharissa och familjen Eucharitidae. Inga underarter finns listade i Catalogue of Life.